# Marsz Radetzky’ego

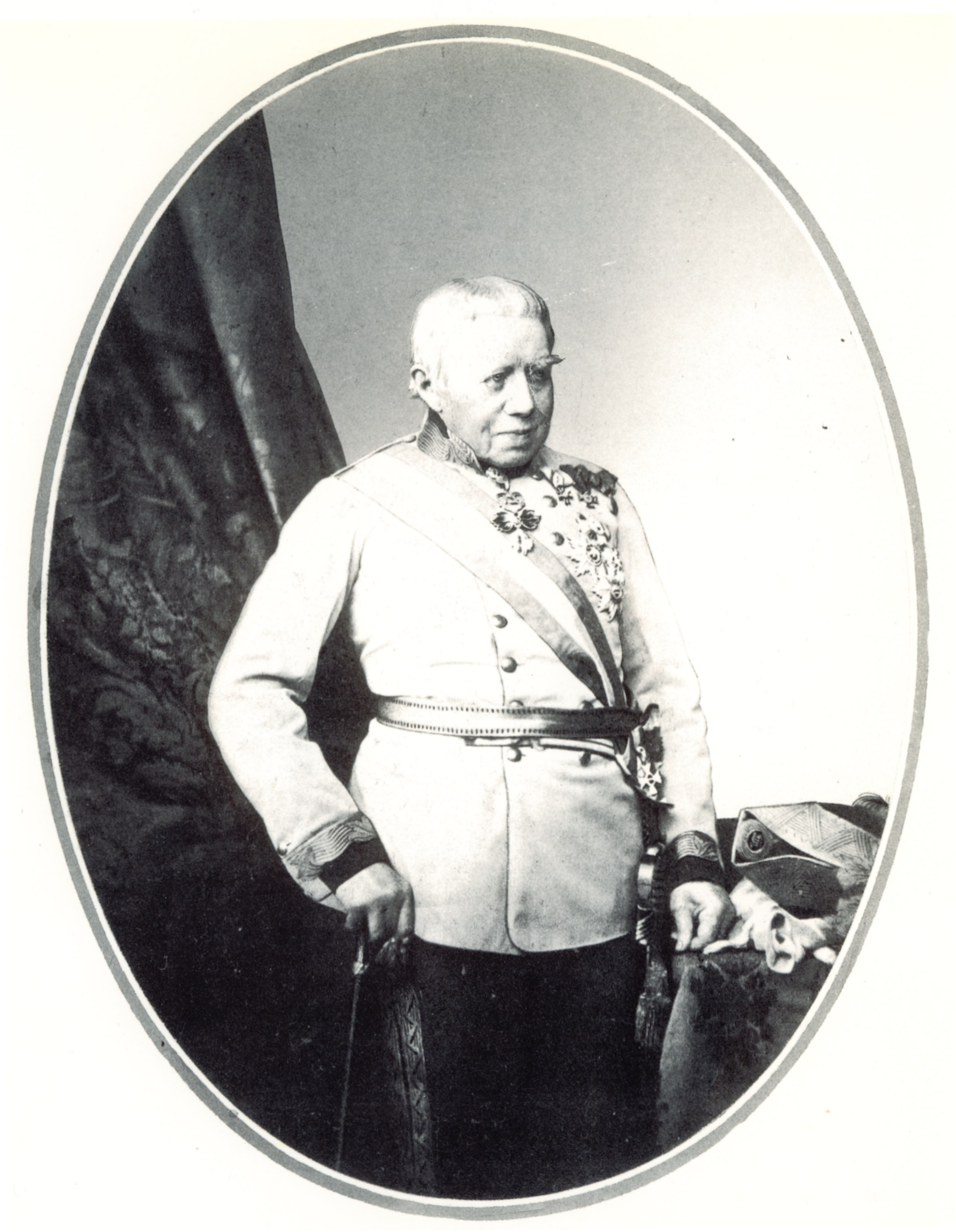
Feldmarszałek Joseph Radetzky

Marsz Radetzkiego (lub Marsz Radetzky’ego) (niem. Der Radetzky-Marsch) – utwór muzyczny skomponowany przez Johanna Straussa (ojca) (op. 228) na uroczysty bankiet, wydany przez habsburski Dom Panujący w Wiedniu 31 sierpnia 1848.

## Historia
Utwór został skomponowany przez Straussa 30 sierpnia 1848 roku. Jego premiera odbyła się w Wiedniu podczas bankietu wydanego przez cesarza Ferdynanda I i rodzinę panującą. Bankiet i utwór zostały zadedykowane austriackiemu feldmarszałkowi Josephowi Radetzkiemu (Radeckiemu), dowodzącemu w bitwie pod Custozą. W lipcu 1849 r. był grany podczas uroczystego wjazdu 82-letniego dowódcy do zdobytej podczas Wiosny Ludów Wenecji.
Orkiestrowa wersja została napisana przez Leopolda Weningera, nazistowskiego kompozytora, szefa okręgowego biura muzycznego NSDAP. W 2001 roku powstała zrewidowana wersja orkiestrowa Nikolausa Harnoncourta, bazująca na oryginale, znalezionym w 1999 roku. W 2019 roku Daniel Froschauer, członek zarządu Filharmoników Wiedeńskich zlecił archiwum muzycznemu zarejestrowanie wszystkich zmian drukarskich Marszu Radetzkiego. Skorygowano błędy w druku, przekreślono zbędne nuty, pominięto partie perkusyjne.
Obecnie grany jest podczas rund honorowych na zawodach jeździeckich i imprezach niepodległościowych oraz na zakończenie każdego Koncertu Noworocznego w Wiedniu, kiedy publiczność tradycyjnie klaszcze w rytm muzyki (co jest tradycją od 1848 roku).